# Пероксид хрому(VI)
Хро́м(VI) перокси́д, перокси́д Хро́му(VI)  — CrO(O2)2 або CrO5, синя сполука, що не виділена в чистому вигляді. Відомий в розчинах або у вигляді сольватів з органічними розчинниками. Систематична назва: оксид-дипероксид Хрому(VI).

## Отримання
Додавання до дихромату перекису водню, сірчаної кислоти та органічного розчинника (етеру) призводить до утворення пероксиду хрому CrO5, який екстрагується в органічний шар:
{\displaystyle \mathrm {\ K_{2}Cr_{2}O_{7}+4\ H_{2}O_{2}+\ H_{2}SO_{4}{\xrightarrow {C_{2}H_{5}-O-C_{2}H_{5}}}2CrO_{5}+K_{2}SO_{4}+5\ H_{2}O} }
Якщо реакцію проводити у кислому водному середовищі, то нестійкий пероксид хрому досить швидко перейде у більш стабільну сполуку Хрому (+3):
{\displaystyle \mathrm {2\ CrO_{5}\ +\ 7\ H_{2}O_{2}\ +\ 6\ H^{+}\ \longrightarrow \ 2\ Cr^{3+}\ +\ 10\ H_{2}O\ +\ 7\ O_{2}} }

## Хімічні властивості

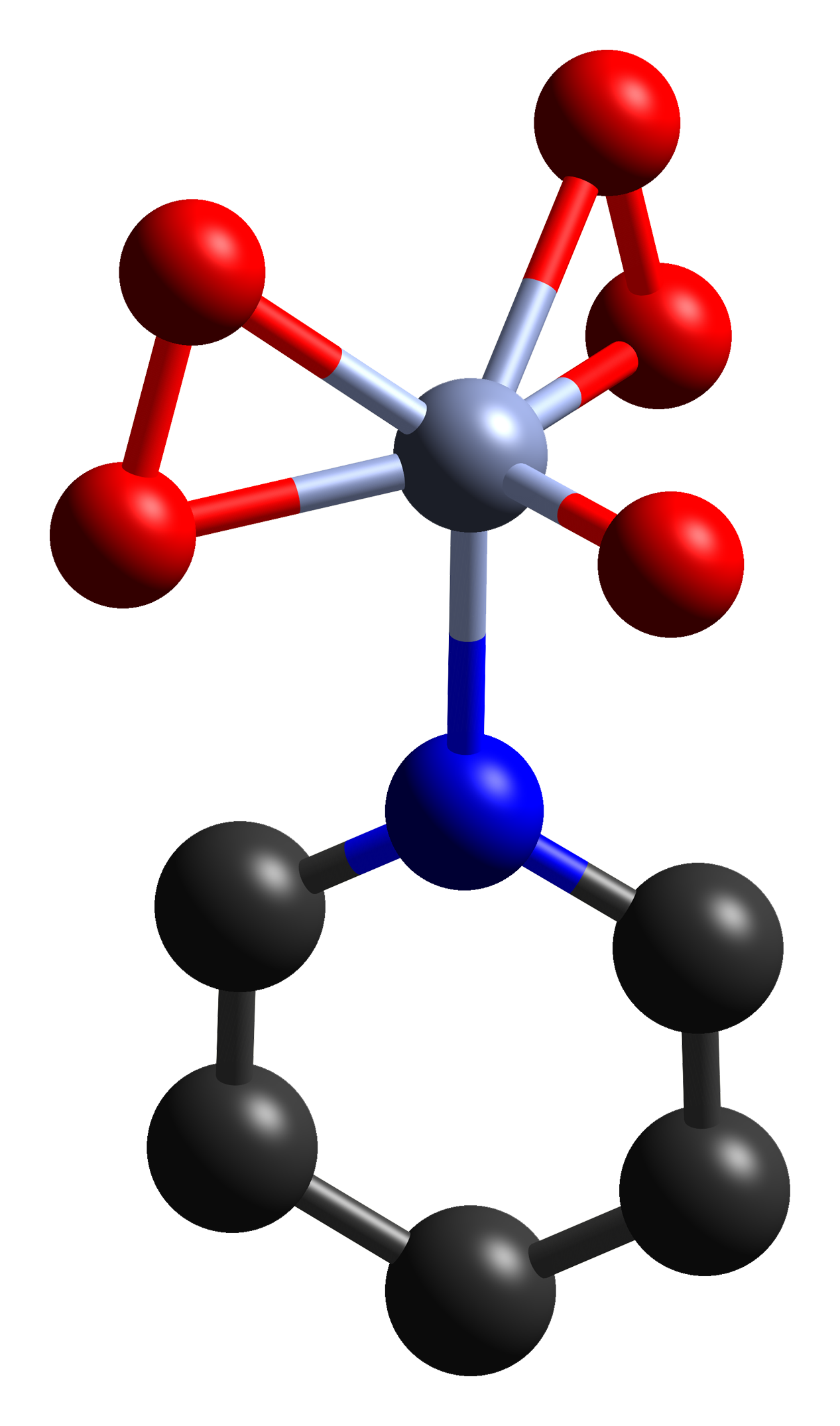
Структура комплексу CrO_{5} з піридином

Координаційно ненасичений, внаслідок чого зазвичай приєднує одну молекулу розчинника. З піридину був виділений синій вибуховий кристалічний сольват CrO5·C5H5N, з диметилового етеру — CrO5·(CH3) 2O, що розкладається при 30 °C.
Дуже нестійкий, зазвичай розкладається з виділенням кисню і утворенням Хрому (ІІІ): у кислому середовищі [Cr(H2O) 6]3+, у лужному — [Cr(OH)4]-:
{\displaystyle \mathrm {4\ CrO_{5}+6\ H_{2}SO_{4}\longrightarrow } }  {\displaystyle \mathrm {2\ Cr_{2}(SO_{4})_{3}+7\ O_{2}+6\ H_{2}O} }

## Використання
Утворення пероксиду Хрому використовується в аналітичній хімії для якісного аналізу перекису водню та сполук хрому.